# Rwanda aux Jeux olympiques d'été de 1992
Le Rwanda participe aux Jeux olympiques d'été de 1992 à Barcelone en Espagne du 25 juillet au 9 août 1992. Il s'agit de sa 3e participation à des Jeux olympiques d'été.